# スターアライアンス
スターアライアンス (英: Star Alliance) は、1997年5月14日に設立された、世界初で世界最大の航空連合。
その加盟会社による就航国は190カ国余り、1,300以上の空港に達し、1日当たりの便数は21,000便を超える。アライアンス・スローガンは「The Way The Earth Connects」（意味: 地球の繋ぎ方）。

## 概要
スカイチーム、ワンワールドとともに世界3大航空連合の一つ。日本の航空会社では全日本空輸（ANA）が加入している。スターアライアンスメンバーが就航する代表的な空港としてドイツのフランクフルト空港があげられる。本部機能をつかさどる現地法人スターアライアンスサービス会社（ドイツ語: Star Alliance Services GmbH）はフランクフルト空港第1ターミナルに隣接するフランクフルトエアポートセンターに本拠地を置いている。サービス会社の役割はスターアライアンス加盟各社のコーディネートやサポートを担うことで、意思決定の権限は有していない。

## 歴史
- 1997年

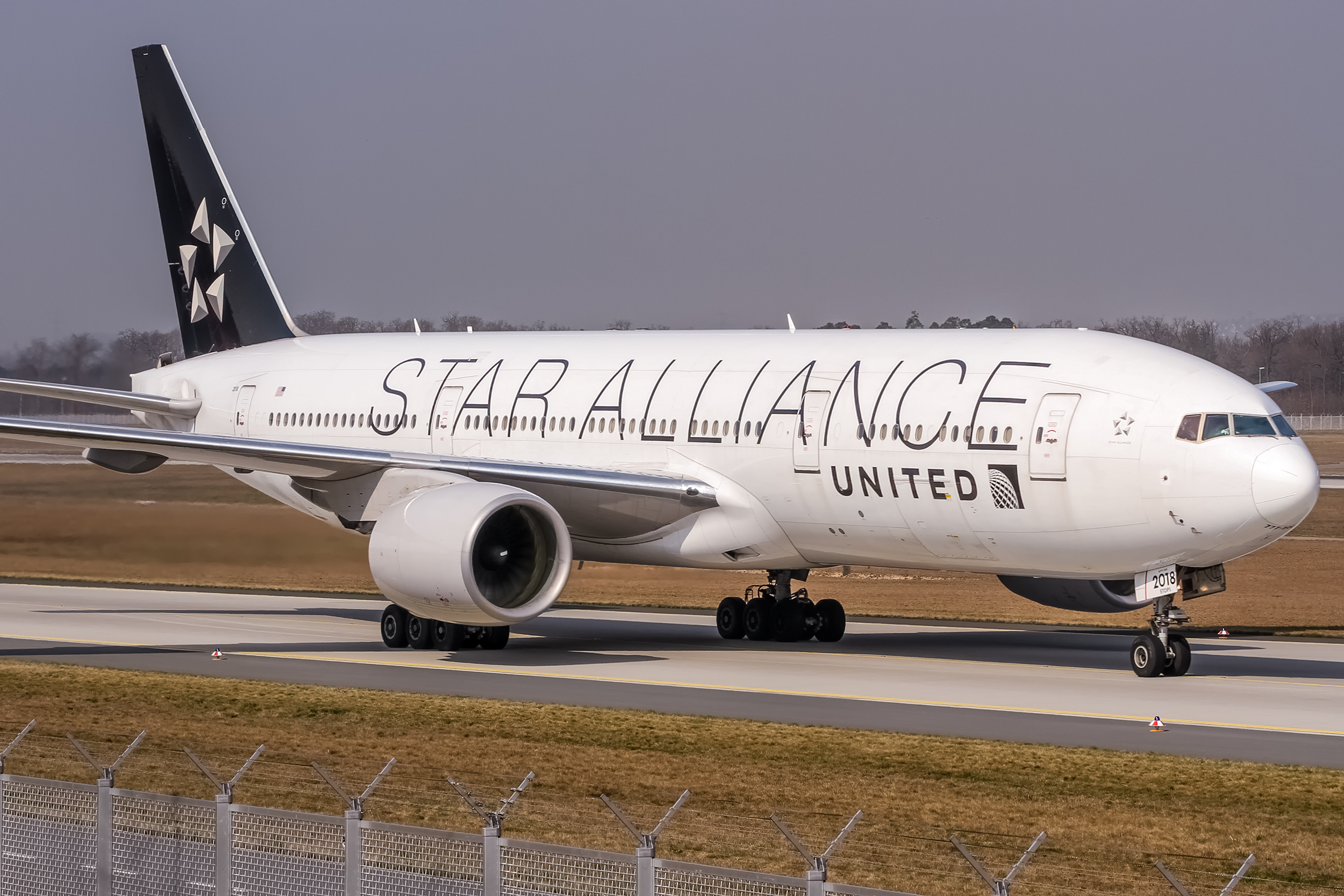
スターアライアンス塗装機（ユナイテッド航空）

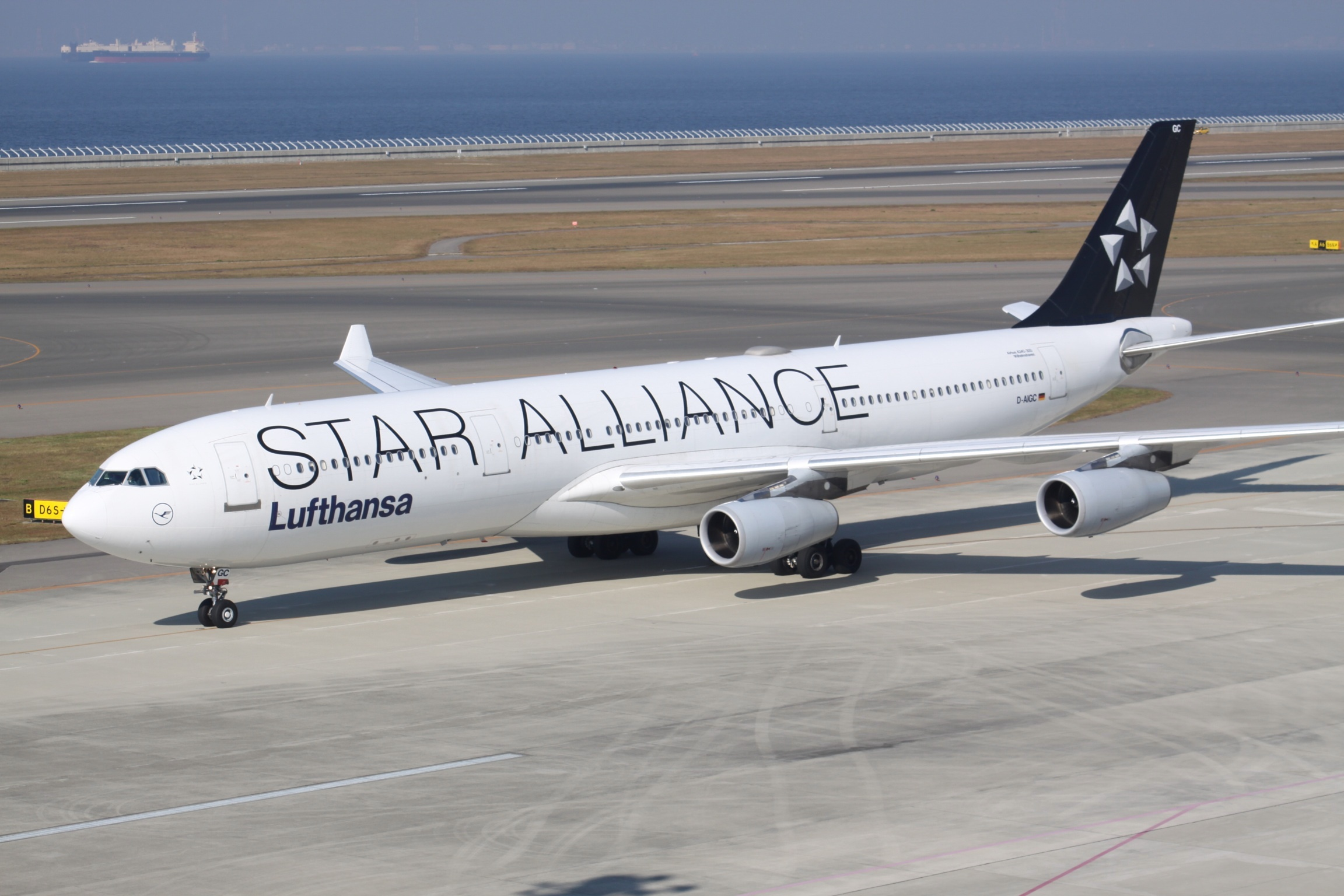
スターアライアンス塗装機（ルフトハンザドイツ航空）

  - 5月14日 : エア・カナダ、ユナイテッド航空、ルフトハンザドイツ航空、スカンジナビア航空、タイ国際航空の5社によって設立。
  - 10月22日 : ヴァリグ・ブラジル航空が加盟。
- 1999年
  - 5月3日 : ニュージーランド航空、アンセット・オーストラリア航空が加盟。
  - 10月15日 : 全日本空輸が加盟。
- 2000年
  - 3月26日 : オーストリア航空が加盟。
  - 4月1日 : シンガポール航空が加盟。
  - 7月1日 : bmi、メキシカーナ航空が加盟。
- 2001年 : アンセット・オーストラリア航空が運航停止のため脱退。
- 2003年 : アシアナ航空、LOTポーランド航空、スパンエアーが加盟。
- 2004年 : USエアウェイズが加盟。メキシカーナ航空が脱退。アドリア航空、クロアチア航空、Blue1がリージョナル・メンバーとして加盟。
- 2005年3月14日 : TAP ポルトガル航空が加盟。
- 2006年4月1日 : 南アフリカ航空、スイス インターナショナル エアラインズが加盟。
- 2007年
  - 1月31日 : ヴァリグ・ブラジル航空が破産のため脱退。
  - 12月12日 : 中国国際航空、上海航空が加盟。
- 2008年
  - 4月1日 : トルコ航空が加盟。
  - 7月11日 : エジプト航空が加盟。
- 2009年
  - 10月27日 : コンチネンタル航空が加盟。
  - 12月9日 : ブリュッセル航空が加盟。
- 2010年
  - 5月13日 : TAM航空が加盟。
  - 6月30日 : エーゲ航空が加盟。
  - 10月31日 : 上海航空が中国東方航空との合併により脱退[3]。
- 2011年12月13日 : エチオピア航空が加盟[4]。
- 2012年
  - 1月27日 : スパンエアーが破産のため脱退。
  - 4月20日 : bmiがブリティッシュ・エアウェイズの親会社であるインターナショナル・エアラインズ・グループへの売却により脱退[5]。
  - 6月21日 : アビアンカ航空、TACA航空、コパ航空が加盟。
  - 11月1日 : Blue1が親会社であるスカンジナビア航空（SAS）の運航会社に改組[6]されたことに伴い脱退、同社のアフィリエイトメンバーとなる。
  - 11月29日 : 深圳航空が加盟[7]。
- 2013年6月18日 : エバー航空が加盟[8]。
- 2014年
  - 3月30日 : TAM航空、USエアウェイズの両社が、それぞれワンワールド加盟のラン航空、アメリカン航空への経営統合に伴う移籍により脱退、翌日3月31日にワンワールドに加盟[9][10]。
  - 7月11日：エア・インディアが加盟[11]。
- 2015年7月22日 : アビアンカ航空の子会社「アビアンカ・ブラジル航空」がアフィリエイト・メンバーとして加盟[12]。
- 2017年5月23日 : 吉祥航空がスターアライアンスの接続パートナー（connecting partner）となる[13]。
- 2018年5月24日 : オリンピック航空がスターアライアンスの接続パートナー（connecting partner）となる。[要出典]
- 2019年
  - 9月1日：アビアンカ・ブラジル航空が破産のため、アライアンスから脱退[14]。
  - 10月2日：アドリア航空が破産のため、アライアンスから脱退[15]。
- 2020年2月25日：タイ国際航空の子会社・タイ・スマイルがコネクティングパートナーとして加盟[16]
- 2022年8月1日： 初の「インターモーダルパートナー」として鉄道会社であるドイツ鉄道(DB)が加盟[17]。
- 2023年10月4日：スカンジナビア航空が脱退を表明、新たにスカイチームに移籍することを発表[18]。
- 2024年9月1日：スカンジナビア航空が脱退、正式にスカイチームに加盟。

## 加盟航空会社
スターアライアンスは、2004年度より加盟会社をメンバーとリージョナル・メンバーに分けていたが、2009年9月頃にリージョナル・メンバーを廃止した。

### 本会員

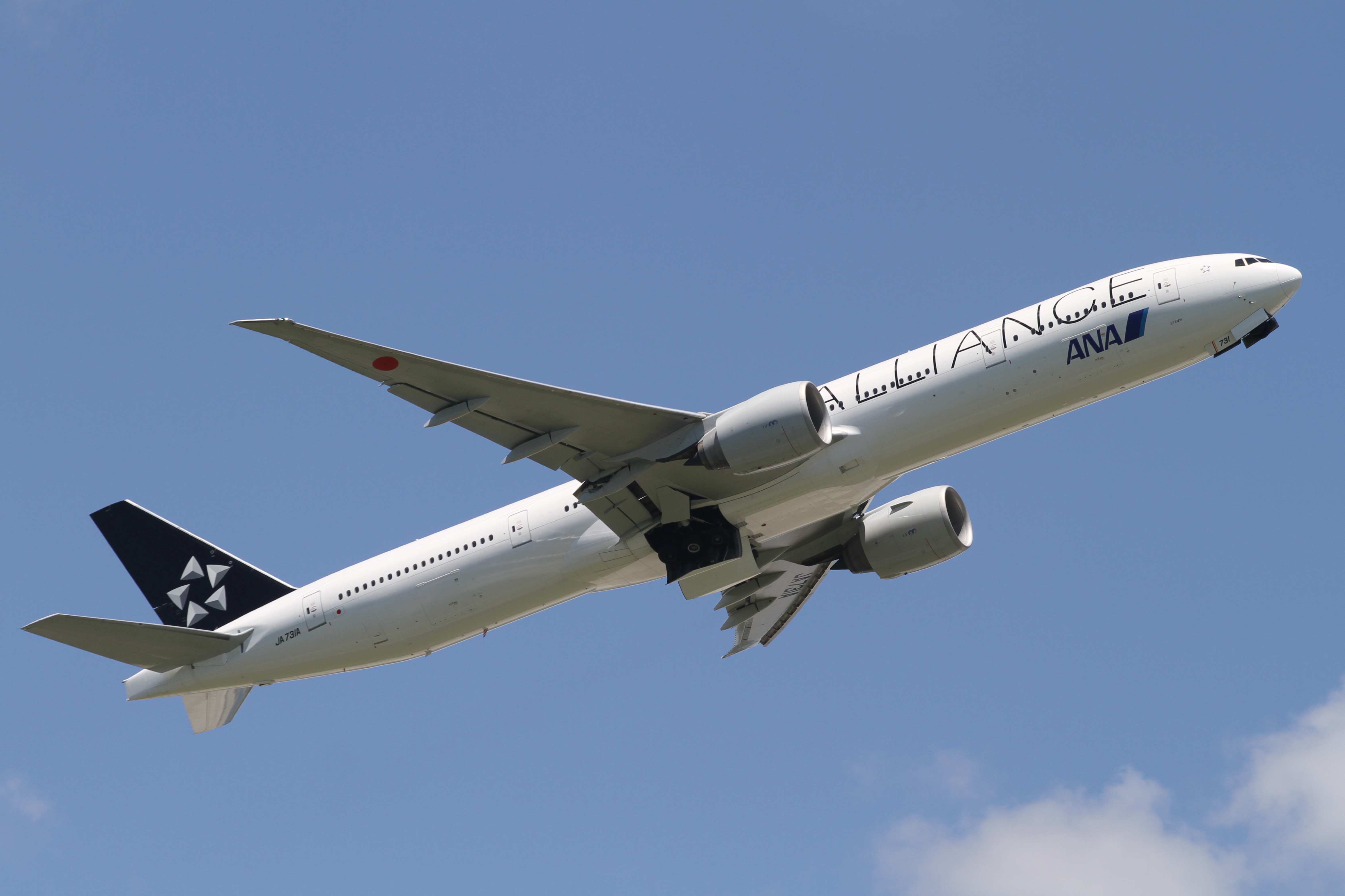
日本の全日本空輸もスターアライアンスに加盟している

メンバーは所定の要件を満たした会社で、アライアンス社長会での議決権を持つ。また、メンバーの子会社も任意でメンバーの一部として扱うことができる。
メンバーはサイトおよび各種印刷物などに「A STAR ALLIANCE MEMBER」と記載している。
太字は創立時のメンバー。
| 加盟航空会社                                                             | 国               | 加盟日         | 加盟子会社 |
| ------------------------------------------------------------------------ | ---------------- | -------------- | --- |
| エーゲ航空 （Aegean Airlines）                                           | ギリシャ         | 2010年6月30日  | オリンピック航空 |
| エア・カナダ （Air Canada）                                              | カナダ           | 1997年5月14日  | エア・カナダ・エクスプレス エア・カナダ・ルージュ                                                                        |
| 中国国際航空 （Air China）                                               | 中国             | 2007年12月12日 | 中国国際航空内蒙古有限公司                                                                                               |
| エア・インディア （Air India）                                           | インド           | 2014年7月11日  | |
| ニュージーランド航空 （Air New Zealand）                                 | ニュージーランド | 1999年5月3日   | |
| 全日本空輸 （All Nippon Airways）                                        | 日本             | 1999年10月15日 | エアージャパン ANAウイングス                                                                                             |
| アシアナ航空 （Asiana Airlines）                                         | 韓国             | 2003年3月28日  | |
| オーストリア航空 （Austrian Airlines）                                   | オーストリア     | 2000年3月26日  | |
| アビアンカ航空 （Avianca）                                               | コロンビア       | 2012年6月21日  | アビアンカ・コスタリカ アビアンカ・エクアドル アビアンカ・エルサルバドル アビアンカ・エクスプレス アビアンカ・グアテマラ |
| ブリュッセル航空 （Brussels Airlines）                                   | ベルギー         | 2009年12月9日  | |
| コパ航空 （Copa Airlines）                                               | パナマ           | 2009年12月9日  | コパ航空コロンビア |
| クロアチア航空 （Croatia Airlines）                                      | クロアチア       | 2004年11月18日 | |
| エジプト航空 （EgyptAir）                                                | エジプト         | 2008年7月11日  | |
| エチオピア航空 （Ethiopian Airlines）                                    | エチオピア       | 2011年12月13日 | |
| エバー航空 （EVA Air）                                                   | 台湾             | 2013年6月18日  | |
| LOTポーランド航空 （LOT Polish Airlines）                                | ポーランド       | 2003年10月26日 | |
| ルフトハンザドイツ航空 （Lufthansa）                                     | ドイツ           | 1997年5月14日  | ルフトハンザ・シティーライン                                                                                             |
| 深圳航空 （Shenzhen Airlines）                                           | 中国             | 2012年11月29日 | |
| シンガポール航空 （Singapore Airlines）                                  | シンガポール     | 2000年4月1日   | |
| 南アフリカ航空 （South African Airways）                                 | 南アフリカ共和国 | 2006年4月10日  | |
| スイス インターナショナル エアラインズ （Swiss International Air Lines） | スイス           | 2006年4月1日   | |
| TAPポルトガル航空 （TAP Air Portugal）                                   | ポルトガル       | 2005年3月14日  | TAPエクスプレス |
| タイ国際航空 （Thai Airways International）                              | タイ             | 1997年5月14日  | |
| ターキッシュ エアラインズ （Turkish Airlines）                           | トルコ           | 2008年4月1日   | |
| ユナイテッド航空 （United Airlines）                                     | アメリカ合衆国   | 1997年5月14日  | ユナイテッド・エクスプレス                                                                                               |

### 加盟予定
| 加盟予定航空会社                | 国       | 加盟予定日 | 備考 |
| ------------------------------- | -------- | ---------- | --- |
| ITAエアウェイズ （ITA Airways） | イタリア | TBA        | スカイチームからの移籍。ルフトハンザグループによる買収のため。 2025年4月30日にスカイチームを脱退し、2026年上半期にスターアライアンス加盟予定。 |

### スターアライアンス・コネクティングパートナー
| 加盟航空会社             | 国   | 加盟日        | 加盟子会社 |
| ------------------------ | ---- | ------------- | ---------- |
| 吉祥航空 （Juneyao Air） | 中国 | 2017年5月23日 |            |

### インターモーダルパートナー
| 加盟会社                                           | 国           | 加盟年月  |
| -------------------------------------------------- | ------------ | --------- |
| ドイツ鉄道 （Deutsche Bahn）                       | ドイツ       | 2022年8月 |
| オーストリア連邦鉄道 （Austrian Federal Railways） | オーストリア | 2025年3月 |

鉄道会社が航空連合に加盟した世界で初の例。ドイツ鉄道はかねてからスターアライアンスのヨーロッパにおける盟主ルフトハンザドイツ航空と提携関係にあり、加盟が実現した。

## 元加盟航空会社

### 脱退済
太字は創立時のメンバー。
| 加盟航空会社                                                       | 国                                     | 加盟日         | 脱退日         | 加盟子会社                                                                             | 脱退理由 |
| ------------------------------------------------------------------ | -------------------------------------- | -------------- | -------------- | -------------------------------------------------------------------------------------- | --- |
| アドリア航空 （Adria Airways）                                     | スロベニア                             | 2004年11月18日 | 2019年9月30日  |                                                                                        | 倒産のため |
| アンセット・オーストラリア航空 （Ansett Australia）                | オーストラリア                         | 1999年5月3日   | 2001年9月12日  |                                                                                        | 倒産のため |
| アビアンカ・ブラジル航空 （Avianca Brasil）                        | ブラジル                               | 2015年7月22日  | 2019年8月31日  |                                                                                        | 倒産のため |
| ブルーワン （Blue1）                                               | フィンランド                           | 2004年11月3日  | 2012年11月1日  |                                                                                        | 親会社のスカンジナビア航空による事業再編のため |
| ブリティッシュ・ミッドランド航空 （British Midland International） | イギリス                               | 2000年7月1日   | 2012年4月20日  | bmiリージョナル                                                                        | ワンワールド所属のブリティッシュ・エアウェイズに吸収合併されたため |
| コンチネンタル航空 （Continental Airlines）                        | アメリカ合衆国                         | 2009年10月27日 | 2012年3月3日   | コンチネンタル・コネクション コンチネンタル・エクスプレス コンチネンタル・ミクロネシア | 同連合所属のユナイテッド航空と対等合併したため |
| メキシカーナ航空 （Mexicana de Aviación）                          | メキシコ                               | 2000年7月1日   | 2004年3月31日  |                                                                                        | ワンワールド移籍のため、その後2010年に倒産 |
| 上海航空 （Shanghai Airlines）                                     | 中国                                   | 2007年12月12日 | 2010年10月31日 |                                                                                        | 親会社である中国東方航空のスカイチーム 加盟に伴いスカイチームへ移籍したため |
| スパンエアー （Spanair）                                           | スペイン                               | 2003年5月1日   | 2012年1月27日  |                                                                                        | 倒産のため |
| TAMブラジル航空 （TAM Linhas Aéreas）                              | ブラジル                               | 2010年5月13日  | 2014年3月30日  | TAMパラグアイ航空                                                                      | ワンワールド所属のラン・チリ航空との合併に伴い LATAM航空グループを結成、その際に航空連合が ワンワールドとなり移籍したため （その後、LATAMグループは2020年にワンワールドを脱退） |
| USエアウェイズ （US Airways）                                      | アメリカ合衆国                         | 2004年5月4日   | 2014年3月30日  | USエアウェイズ・エクスプレス USエアウェイズ・シャトル                                  | ワンワールド所属のアメリカン航空に吸収合併されたため |
| ヴァリグ・ブラジル航空 （VARIG）                                   | ブラジル                               | 1997年10月22日 | 2007年1月31日  |                                                                                        | 倒産のため |
| スカンジナビア航空 (SAS)                                           | スウェーデン · デンマーク · ノルウェー | 1997年5月14日  | 2024年8月31日  |                                                                                        | 再建スポンサーにスカイチームメンバーであるエールフランス - KLMを含むコンソーシアムを選定し、それに伴いエールフランス - KLMと提携を行うため                                      |

### 脱退予定
太字は創立時のメンバー。
| 加盟航空会社                     | 国   | 加盟日        | 脱退日 | 加盟子会社 | 脱退理由                                                 |
| -------------------------------- | ---- | ------------- | ------ | ---------- | -------------------------------------------------------- |
| アシアナ航空 （Asiana Airlines） | 韓国 | 2003年3月28日 | 未定   |            | スカイチーム所属の大韓航空に吸収合併される予定であるため |

### リージョナル・メンバー
かつて存在していたリージョナル・メンバーは議決権を持たず、また加盟資格の1つとしてメンバー1社の後援を受けることとしていた。アドリア航空とクロアチア航空はルフトハンザドイツ航空の支援を、Blue1は親会社であるスカンジナビア航空の支援を受けていが、2009年9月頃、リージョナル・メンバー3社を正規メンバーに昇格させるとともにリージョナル・メンバーを廃止した。
リージョナル・メンバーは"A REGIONAL STAR ALLIANCE MEMBER"という表記を各種印刷物やwebサイトなどに加えていた。

## 特徴

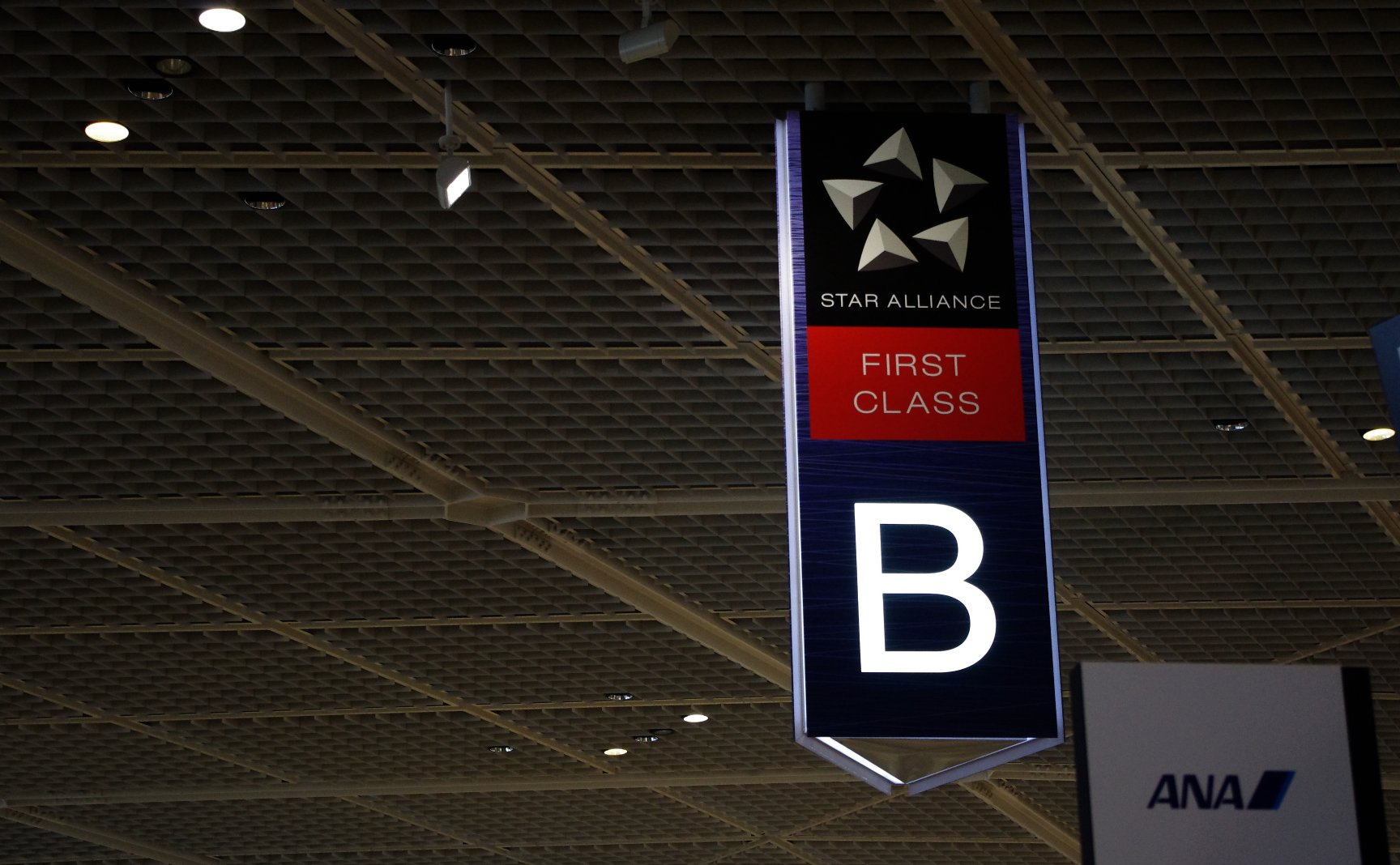
成田国際空港のターミナル内にある、スターアライアンスのマーク。

現在世界的な航空連合には、スターアライアンスの他にワンワールドとスカイチームがあるが、これらと比較して最も加盟航空会社が多い（25社）事がスターアライアンスの最大の特徴である。
アジアでは計8社が加盟しており、ワンワールド（4社）、スカイチーム（6社）に比べ、東アジア、東南アジアの路線網が充実している。特に日・中・韓・台の全ての会社が1社以上加盟するのはスターアライアンスのみ。ただし、韓国のアシアナ航空はスカイチーム所属の大韓航空への合併が予定されており、スターアライアンスを脱退する見込み。2014年7月にはエア・インディアが加盟し、南アジアでのネットワークが拡大した。2024年時点でインドの航空会社が加盟している航空連合はスターアライアンスのみである。西・中央アジア方面はターキッシュ エアラインズがカバーするものの、中東・ロシアに加盟会社が無いためにCIS諸国・中東エリアでは他2グループの後塵を拝しており、ネットワークの充実が課題である。特に中東ではカタール航空が所属するワンワールドに大きく差をつけられている。
なおロシアの航空会社はアエロフロート・ロシア航空がスカイチーム、S7航空がワンワールドに加盟しており、スターアライアンスは唯一加盟航空会社を持っていなかったが、2022年のウクライナ侵攻に伴って両社ともにそれぞれの連合から一時追放とされた。元から加盟航空会社のなかったスターアライアンスは、三連合の中で唯一直接的な影響を受けなかった。
ヨーロッパでは設立当初からルフトハンザドイツ航空とスカンジナビア航空が参加している。ただしスカンジナビア航空は2023年にスカイチームへの移籍を発表し、2024年に脱退した。後にオーストリア航空など数多くの航空会社の参加が続いているが、参加航空会社のうちオーストリア航空やLOTポーランド航空などの数社はそれまで自社で運営してきたプログラムを停止し、ルフトハンザドイツ航空の「Miles & More」への乗り換えを行った上で参加している。この他にもスイス インターナショナル エアラインズやブリュッセル航空など、元クオリフライヤー加盟会社がルフトハンザの傘下となる形で加盟することが多い。南欧の加盟会社ではスペインのスパンエアーが2012年に倒産して消滅してしまい、加盟会社がTAPポルトガル航空とエーゲ航空だけになってしまったが、それでも中欧のドイツ語圏（ドイツ、オーストリア、スイス、ベルギーの一部）およびポーランド、南欧・西欧の航空会社が満遍なく加盟しているため、エールフランスとKLMオランダ航空を中心とするスカイチームや、ブリティッシュ・エアウェイズ、イベリア航空やフィンエアーを擁するワンワールドと比肩するネットワークを有している。2022年には、ドイツ鉄道がインターモーダルパートナーとして加盟したため、空港がないドイツの各都市への利便性向上も予定されている。他連合に対する弱点は、特にスカイチームに差をつけられている東欧・CIS諸国、加えて2024年夏以降にスカンジナビア航空のスカイチーム移籍に伴って手薄となる北欧地域である。
北米では、他の2つのアライアンスにはないカナダの大手航空会社であるエア・カナダが加盟していることが強みである。2000年に、当時ワンワールドに加盟していたカナダ2位のカナディアン航空が倒産、エア・カナダが吸収合併したことでカナダ国内での圧倒的なネットワークを手に入れた。また、2009年10月にはスカイチームからコンチネンタル航空が移籍（その後ユナイテッド航空と合併）したことにより、更にその利便性が高まった。北米大手2社にカナダ1社を抱え他連合と比べても抜きん出たネットワーク規模を誇っていたが、USエアウェイズがアメリカン航空との合併で脱退することとなり、アメリカ国内における規模は2位となった。
中米及びカリブ海地域では、2004年にメキシカーナ航空が脱退した（2009年にワンワールド移籍、2010年運航停止）が、2010年にメキシカン航空が加盟している。またメキシコ以外でも、アビアンカ航空、アビアンカ・エルサルバドル（旧TACA航空）、コパ航空が加盟しており高い利便性を有している。
南米では当時最大の航空会社であったヴァリグ・ブラジル航空が破産し脱退したため、本拠地を置く航空会社を持たない状況が続いていた。しかし、2010年5月13日に現在ブラジル最大の航空会社であるTAMブラジル航空が加盟し、さらに2012年にアビアンカ航空、タカ航空が加盟したことにより南米のネットワークが拡大した。ところがTAM航空はワンワールド所属のラン航空に経営統合された関係で2014年に脱退する事となり、再びブラジルを拠点とする航空会社が不在となる事態となった。このため、2015年にアビアンカの子会社であるアビアンカ・ブラジル航空を加盟させ、同社を成長させることでネットワークの補填を行う予定であったが、同社も2019年に破産してアライアンスから脱退してしまい、以来再度加盟会社を持たない状況となっている。ただし2020年にはLATAM航空グループがワンワールドから脱退してそのまま航空連合非加盟となったため、2024年時点ではブラジルの航空会社で航空連合に所属している会社は存在しない。
中南米全体で見れば2020年に加盟航空会社を全て失ったワンワールドよりは優勢となっており、アエロメヒコ航空とアルゼンチン航空を擁するスカイチームと拮抗している状態である。
アフリカでは、南アフリカ航空、エジプト航空、エチオピア航空が加盟しており、さらにアフリカ路線を多数擁するブリュッセル航空の路線網も加わって広範囲のネットワークを形成している。南北アフリカに世界規模の大手航空会社を2つ以上抱えるのはスターアライアンスのみであり、ことにブリティッシュ・エアウェイズの旧植民地路線とロイヤル・エア・モロッコに頼るワンワールドとの差は大きく、また中東にも路線網を持つエジプト航空が隣接する中東エリアでの弱点を補っている。
オセアニアに関しては、アンセット・オーストラリア航空の経営破綻後は加盟航空会社がニュージーランド航空だけとなっており、カンタス航空やフィジー・エアウェイズを擁するワンワールドの後塵を拝している。ただし2024年時点で全く加盟会社の無いスカイチームよりは有利に立っている。

## 塗装

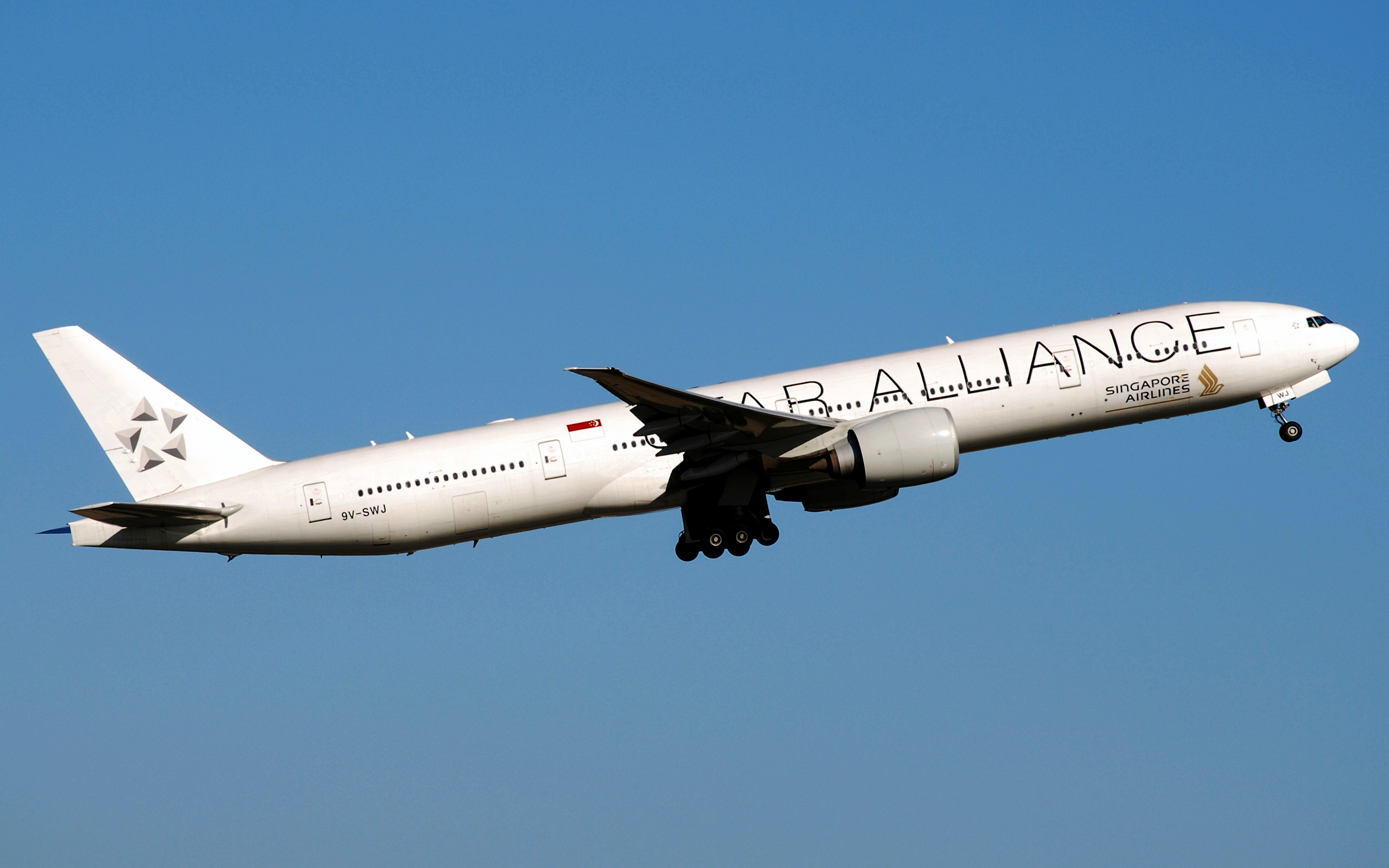
スターアライアンス塗装機（シンガポール航空）

一部のスターアライアンスメンバーは、自社が保有する航空機の一部にアライアンス共有デザインの塗装を施している。これは白い胴体に大きな「STAR ALLIANCE」の文字、および黒い尾翼にアライアンスのロゴの組み合わせである。各航空会社名は「STAR ALLIANCE」の下に小さな文字で記される他、エンジンのカウリングまたはウィングレットの色またはデザインは、各社のカラーリングに応じて異なる。

## ラウンジ
スターアライアンス加盟各社の共用ラウンジで、スターアライアンス ゴールド会員並びにファーストクラス・ビジネスクラスの乗客が利用可能。スターアライアンス ラウンジはブエノスアイレス、ロサンゼルス、パリ、リオデジャネイロ、ローマ、アムステルダム、サンパウロに設置されている。加盟航空会社の国を代表する料理や各国のワイン、シャンパン、ビールなどを提供している。

## ターミナルの再配置

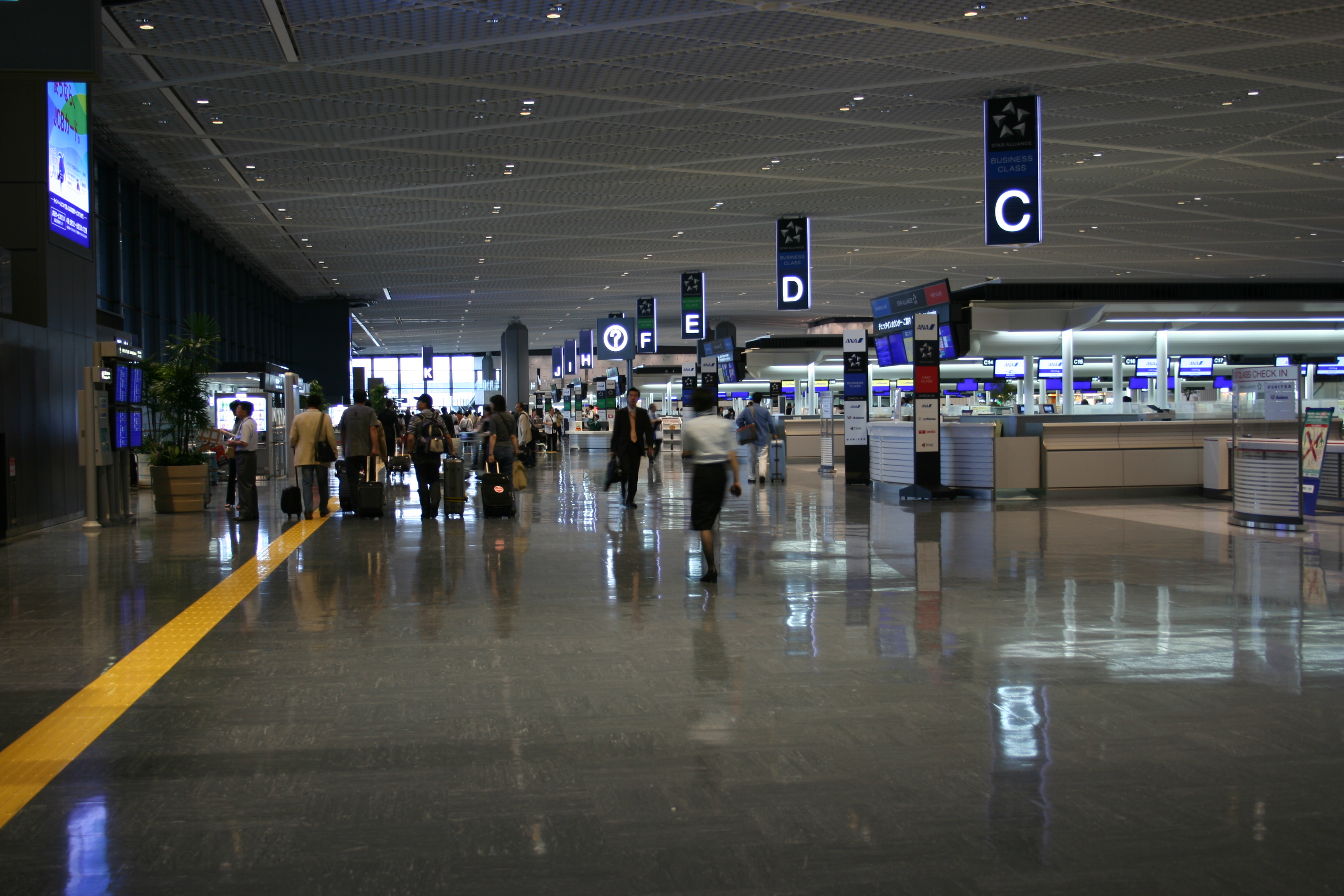
成田空港第1ターミナル南ウイング

スターアライアンスの重要な戦略として加盟航空会社が1つのターミナルに集結するプロジェクト〜Move under one Roof〜（ひとつ屋根の下に集結）が挙げられる。アライアンス加盟各社のターミナル機能を共用化する事によって乗継時間の短縮や利便性の大幅な向上がなされ、アライアンス機能を更に発揮出来るようになる。
日本では成田国際空港第1旅客ターミナル南ウイングに2006年6月2日から全日本空輸を中心にニュージーランド航空を除く成田に就航する加盟各社が配置されていたが、2012年3月25日からニュージーランド航空も第1旅客ターミナル南ウイングに合流した。
2024年1月現在、2014年10月にスターアライアンスに加盟したエア・インディアを除く、成田国際空港に就航する加盟会社全社が第1旅客ターミナル南ウイングからの発着となっている。アジア域内のハブ空港では仁川国際空港や北京首都国際空港、上海浦東国際空港で進められている。欧州域内ではロンドン・ヒースロー空港第2ターミナル（THE QUEEN'S TERMINAL）や、シャルル・ド・ゴール国際空港第1旅客ターミナルなどへの再配置が進められ設備の拡充が図られている。

## 上級会員
各加盟会社の航空便に搭乗することでフリークエントフライヤープログラム（マイレージプログラムともいう。以下FFP）のマイルを貯め、一定以上の条件（各社によって異なる）を満たすと上級会員になると同時に、スターアライアンスシルバー会員 またはスターアライアンスゴールド会員 としてランクアップされる。（会員証にゴールド会員か、シルバー会員のロゴの記載がされる）

### スターアライアンスゴールド特典
- 空港での優先チェックイン
- 空港ラウンジのアクセス
- ゴールドトラック(ファストレーン)利用可* ゴールドトラック設置空港のみ
- 空席待ちの優先
- 優先搭乗
- 手荷物取り扱いの優先
- 手荷物許容量の追加(重量制+20kg、個数制+1個)*一部運賃は対象外

### スターアライアンスシルバー特典
- 優先キャンセル空席待ち

#### 各社の独自特典
上記はシルバー会員に対する加盟航空会社共通の特典であるが、航空会社によって自社の会員にのみに適用される追加特典が用意されている場合がある。(自社運航便のみ)
主な内容は次の通りである。
- 優先搭乗
- 優先チェックイン
- 手荷物許容量の追加
- 加算された搭乗マイルに対するボーナスマイル

(内容は各社によって異なる)

### 会員資格
スターアライアンスシルバーおよびゴールドは次の会員が該当する。
| FFP名                            | 運営航空会社 | スターアライアンスシルバー         | スターアライアンスゴールド                                                             |
| -------------------------------- | --- | ---------------------------------- | -------------------------------------------------------------------------------------- |
| マイレージ・プラス               | ユナイテッド航空 | プレミア シルバー                  | グローバル・サービス プレミア 1K プレミア プラチナ プレミア ゴールド                   |
| マイルズ&モア                    | ルフトハンザドイツ航空 オーストリア航空 スイス インターナショナル エアラインズ LOTポーランド航空 クロアチア航空 ブリュッセル航空 | フリークエント・トラベラー         | HONサークル セネター                                                                   |
| アエロプラン                     | エア・カナダ | アエロプラン・プレステージ         | アエロプラン・スーパーエリート アエロプラン・エリート                                  |
| ロイヤルオーキッドプラス         | タイ国際航空 | シルバー                           | プラチナ ゴールド                                                                      |
| ANAマイレージクラブ              | 全日本空輸 | ブロンズ                           | ダイヤモンド プラチナ スーパーフライヤーズ                                             |
| クリスフライヤー/PPSクラブ       | シンガポール航空 | クリスフライヤー・エリートシルバー | ライフ・ソリティアPPS ソリティアPPSクラブ PPSクラブ クリスフライヤー・エリートゴールド |
| アシアナクラブ                   | アシアナ航空 | ゴールド                           | プラチナ ダイヤモンドプラス ダイヤモンド                                               |
| エアポイント                     | ニュージーランド航空 | シルバー                           | ゴールドエリート ゴールド                                                              |
| ヴィクトリア                     | TAP ポルトガル航空 | ヴィクトリア・シルバー・ウィナー   | ヴィクトリア・ゴールド・ウィナー                                                       |
| ボイジャー                       | 南アフリカ航空 | シルバー                           | ライフタイム・プラチナ プラチナ ゴールド                                               |
| フェニックスマイル               | 中国国際航空 深圳航空 | シルバー                           | 終身プラチナ プラチナ ゴールド                                                         |
| マイルズ&スマイルズ              | ターキッシュ エアラインズ | クラシック・プラス                 | エリート・プラス エリート                                                              |
| エジプトエアープラス             | エジプト航空 | シルバー                           | プラチナ ゴールド                                                                      |
| マイルズ + ボーナス              | エーゲ航空 | シルバー                           | ゴールド                                                                               |
| シェバマイルズ                   | エチオピア航空 | シルバー                           | ゴールド                                                                               |
| ライフマイルズ                   | アビアンカ航空 アビアンカ・エルサルバドル                                                                                        | シルバー                           | ゴールド ダイヤモンド                                                                  |
| インフィニティ・マイレージランド | エバー航空 | シルバーカード                     | ゴールドカード ダイヤモンドカード                                                      |
| フライングリターンズ             | エア・インディア | エッジクラブ                       | ゴールデンエッジクラブ マハラジャクラブ                                                |